# Raven Goodwin
 (août 2015).
Si vous disposez d'ouvrages ou d'articles de référence ou si vous connaissez des sites web de qualité traitant du thème abordé ici, merci de compléter l'article en donnant les références utiles à sa vérifiabilité et en les liant à la section « Notes et références ».
Raven Goodwin est une actrice américaine née le 24 juin 1992.

## Carrière
Elle est surtout connue pour son interprétation de Tangie Cunningham dans Just Jordan, la série américaine originale de Nickelodeon, mettant en vedette Lil' JJ.
Raven est apparue en tant que Annie Marks dans le film Lovely and Amazing (2001) et, deux ans plus tard, en tant que Cleo dans le film The Station Agent (2003).
Elle tient le rôle récurrent de la meilleure amie de Teddy Duncan, Ivy Wentz, dans la série Bonne chance Charlie de Disney Channel Original Series. Elle a aussi tenu le rôle principal de Becca dans la série originale Huge d'ABC Family avant son annulation. Elle fit une apparition dans les trois premiers épisodes de la saison 3 de Glee.
Elle est également apparue en tant que figurante dans la série Malcolm où elle incarnait l'une des élèves de la classe des « dérangés ».

## Filmographie

### Films
| Année | Titre                         | Rôle                       | Notes    |
| ----- | ----------------------------- | -------------------------- | -------- |
| 2001  | Lovely and Amazing            | Annie Marks                |          |
| 2003  | The Station Agent             | Cleo                       |          |
| 2006  | Phat Girlz                    | Jazmin Biltmore jeune      |          |
| 2007  | All About Us                  | DJ                         |          |
| 2006  | Morning View                  | Crystal                    | Téléfilm |
| 2008  | My Genie                      | Princene "Princesse" Gingi |          |
| 2011  | Bonne chance Charlie, le film | Ivy Wentz                  | Téléfilm |

### Télévision
| Année   | Titre                             | Rôle               | Épisode                                                                      |
| ------- | --------------------------------- | ------------------ | ---------------------------------------------------------------------------- |
| 2004    | Malcolm (série télévisée)         | Enfant spécial # 2 | Épisode 21, saison 6: " Otage, ô désespoir" Épisode 18, saison 5: "Q.I. K-O" |
| 2005    | La Vie avant tout                 | Tara               | Épisode 8, saison 6: "La Boîte de Pandore"                                   |
| 2006    | Tout le monde déteste Chris       | Tangee             | Épisode 14, saison 1: "Tout le monde déteste la St-Valentin"                 |
| 2006    | All of Us                         | Courtney           | 2 épisodes                                                                   |
| 2007–08 | Jordan (série télévisée)          | Tangie Cunningham  | Rôle principale                                                              |
| 2008    | 30 Rock                           | Pam                | Épisode 2, saison 3 : "Hallucination"                                        |
| 2010    | Huge (série télévisée)            | Rebecca "Becca"    | Rôle principale                                                              |
| 2010–14 | Bonne chance Charlie              | Ivy Wentz          | Rôle récurrent (33 épisodes)                                                 |
| 2010    | Meet the Browns (série télévisée) | Rose Watkins       | Épisode: "Meet the Trainer"                                                  |
| 2011    | New Girl                          | Desiree            | Épisode 7, saison 1 : "Sauvés par le dong"                                   |
| 2011–12 | Glee                              | Sheila             | Rôle récurrent (Saison 3)                                                    |
| 2013–19 | Being Mary Jane                   | Niecy Patterson    | Rôle principal                                                               |
| 2017    | SMILF                             | Eliza              |                                                                              |